# Fissidens bogoriensis
Fissidens bogoriensis är en bladmossart som beskrevs av Fleischer 1904. Fissidens bogoriensis ingår i släktet fickmossor, och familjen Fissidentaceae. Inga underarter finns listade i Catalogue of Life.